# Nemotelus fulvus
Nemotelus fulvus är en tvåvingeart som först beskrevs av De Geer 1776.  Nemotelus fulvus ingår i släktet Nemotelus och familjen snäppflugor.
Artens utbredningsområde är Sverige. Inga underarter finns listade i Catalogue of Life.